# Ardanaz de Izagaondoa
Ardanaz de Izagaondoa (Ardatz Itzagaondoa en euskera, Ardanatz en variedad local) es un concejo español del municipio de Izagaondoa, perteneciente a la Comunidad Foral de Navarra.

## Toponimia
El lugar puede aparecer referido como «Ardanaz de Izagaondoa» y «Ardanaz de Leguin».

## Historia
Hacia mediados del siglo XIX, el lugar, ya por entonces perteneciente a Izagaondoa, tenía contabilizada una población de 157 habitantes. Aparece descrito en el segundo volumen del Diccionario geográfico-estadístico-histórico de España y sus posesiones de Ultramar de Pascual Madoz con las siguientes palabras:

ARDANAZ DE LEGUIN: l. del valle y ayunt. de Izagondoa en la prov., aud. terr. y c. g. de Navarra, merind. de Sangüesa (4 leg.), part. jud. de Aoiz (1 1/2), dióc. de Pamplona (2 1/2), arciprestazgo de Ibargoiti: sit. al pié set. del monte llamado Izaga, con libre ventilacion y clima saludable. Tiene 21 casas, escuela de primeras letras, dotada en 1,300 rs. anuales, á la que asisten de 20 á 25 niños de ambos sexos, y 1 igl. parr. dedicada á San Martin, servida por 1 cura párroco. Confina el térm. por N. con el de Iriso (1/4 de leg.), por E. con el de Urbicain (1/2), por S. con el de Izanoz (1), y por O. con el de Rela. A 3/4 de leg. de la pobl. sobre el monte llamado Leguin, se perciben los restos de una ant. fort. ó cast. muy célebre en los anales de Navarra, de cuyo nombre proviene el que distingue á este pueblo de otro Ardanaz que hay en el vallo de Egües. El terreno es bastante fértil; brotan en varios puntos del mismo diversas fuentes de esquisitas aguas que aprovechan los moradores para su consumo doméstico y otros usos agrícolas: prod.: trigo, cebada, avenas, legumbres, hortaliza y escelentes pastos, con los que se alimenta bastante ganado vacuno, mular, de lana y cabrio; y hay caza de liebres, conejos y perdices, con animales dañinos de varias clases: pobl.: 300 vec., 157 alm. Contrib.: con el valle.
(Madoz, 1845, p. 498)

En 2022, tenía empadronados 36 habitantes.

## Patrimonio
Hay en el concejo una iglesia de San Martín.